# Sedm zastavení bolesti Panny Marie (Kryry)
Sedm zastavení bolesti Panny Marie v Kryrech na Lounsku vede na kopec k rozhledně jihovýchodně od města. Zastavení jsou chráněna jako nemovitá kulturní památka.

## Historie
Cesta vede od kostela Narození Panny Marie na vrch kopce. Otevřena byla 14. září 1764 a její zastavení tvořily oltáříky vytesané z místního červeného pískovce. Zastavení je sedm a patří do souboru sedmi bolestí Panny Marie.
Zastavení chátrala, jejich trosky ležely zarostlé v lesním porostu. V původním stavu se dochovalo pouze poslední, sedmé zastavení u rozhledny. Při obnově poutního místa byla cesta vymýcena a zavezena štěrkem. Zbytky původních oltářů byly očištěny a umístěny pod novými, které jsou tvořeny dřevěným křížem s obrázkem jednotlivých bolestí Panny Marie. V sobotu 13. září 2014 (250 let po prvním otevření) bylo obnovených sedm zastavení znovu vysvěceno.

## Fotografie

Zbytky zastavení před opravou
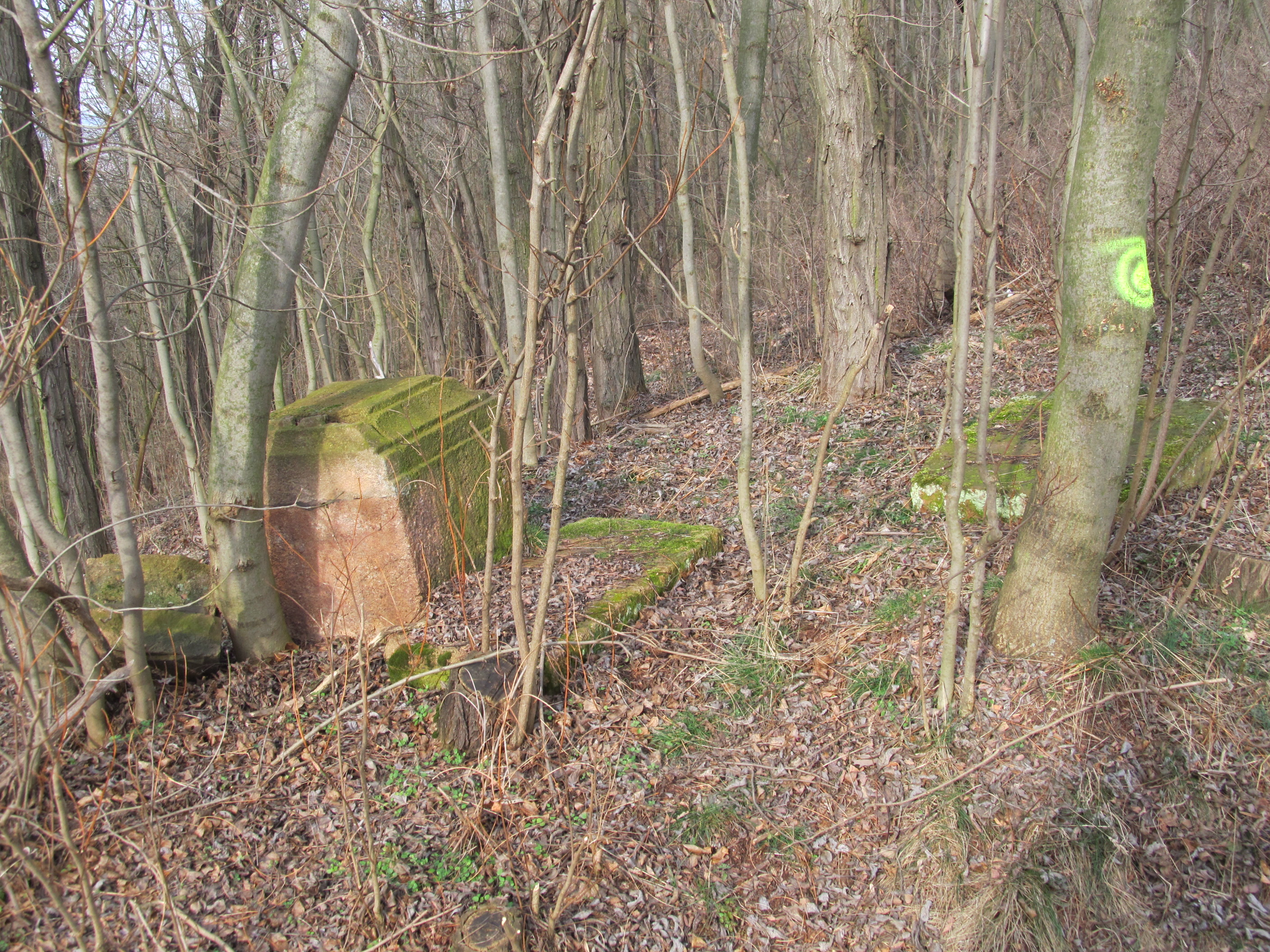
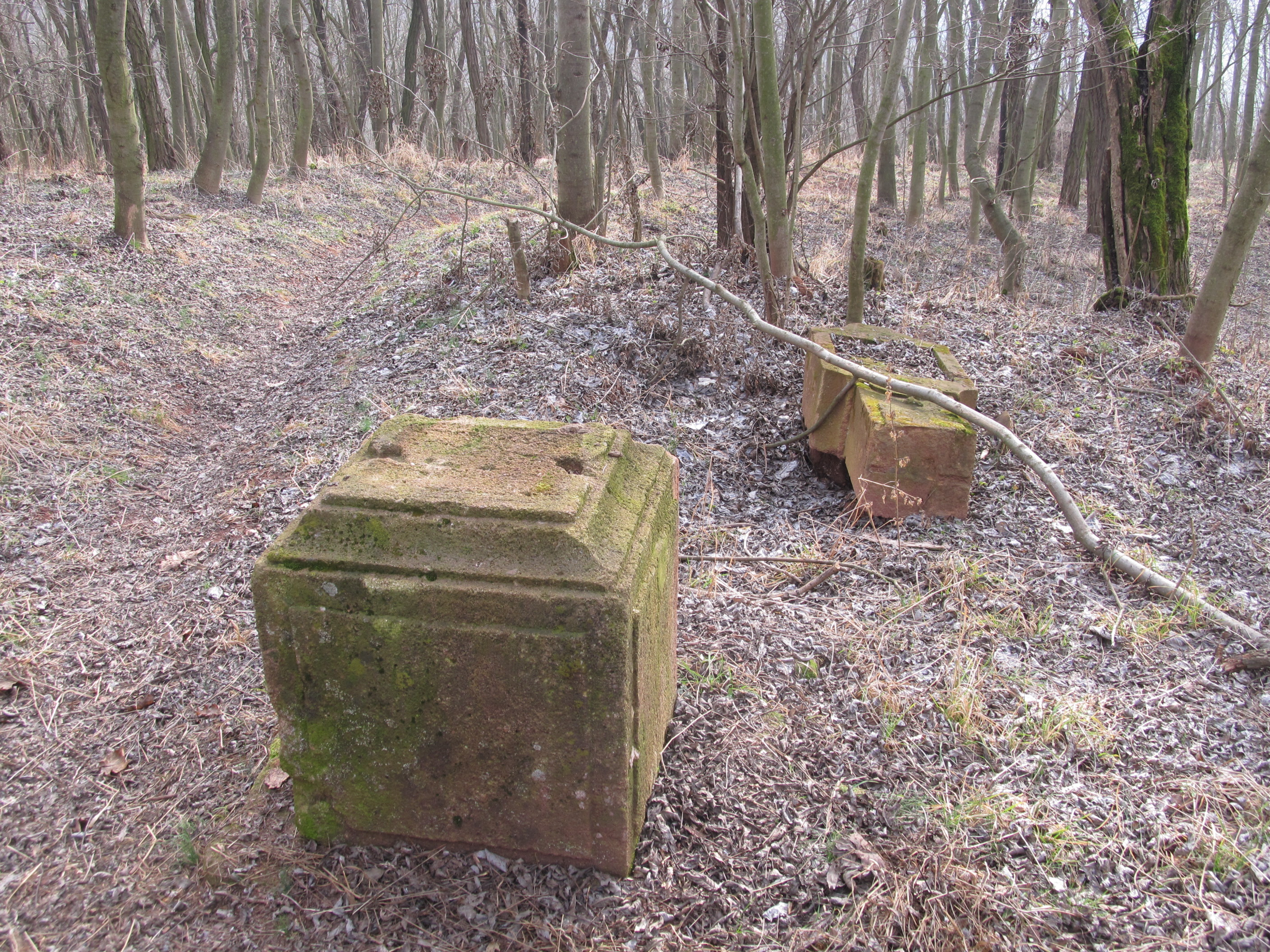
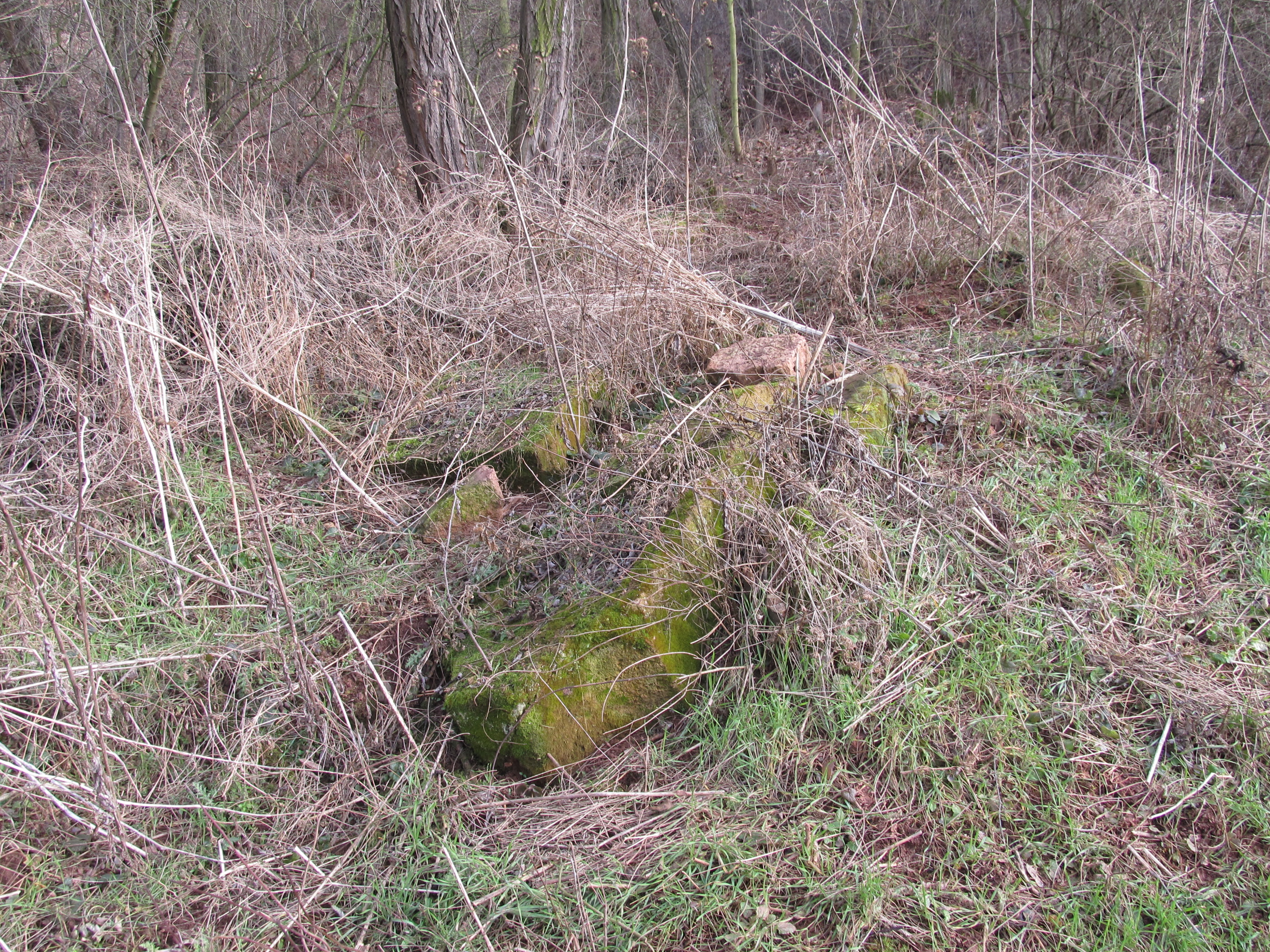
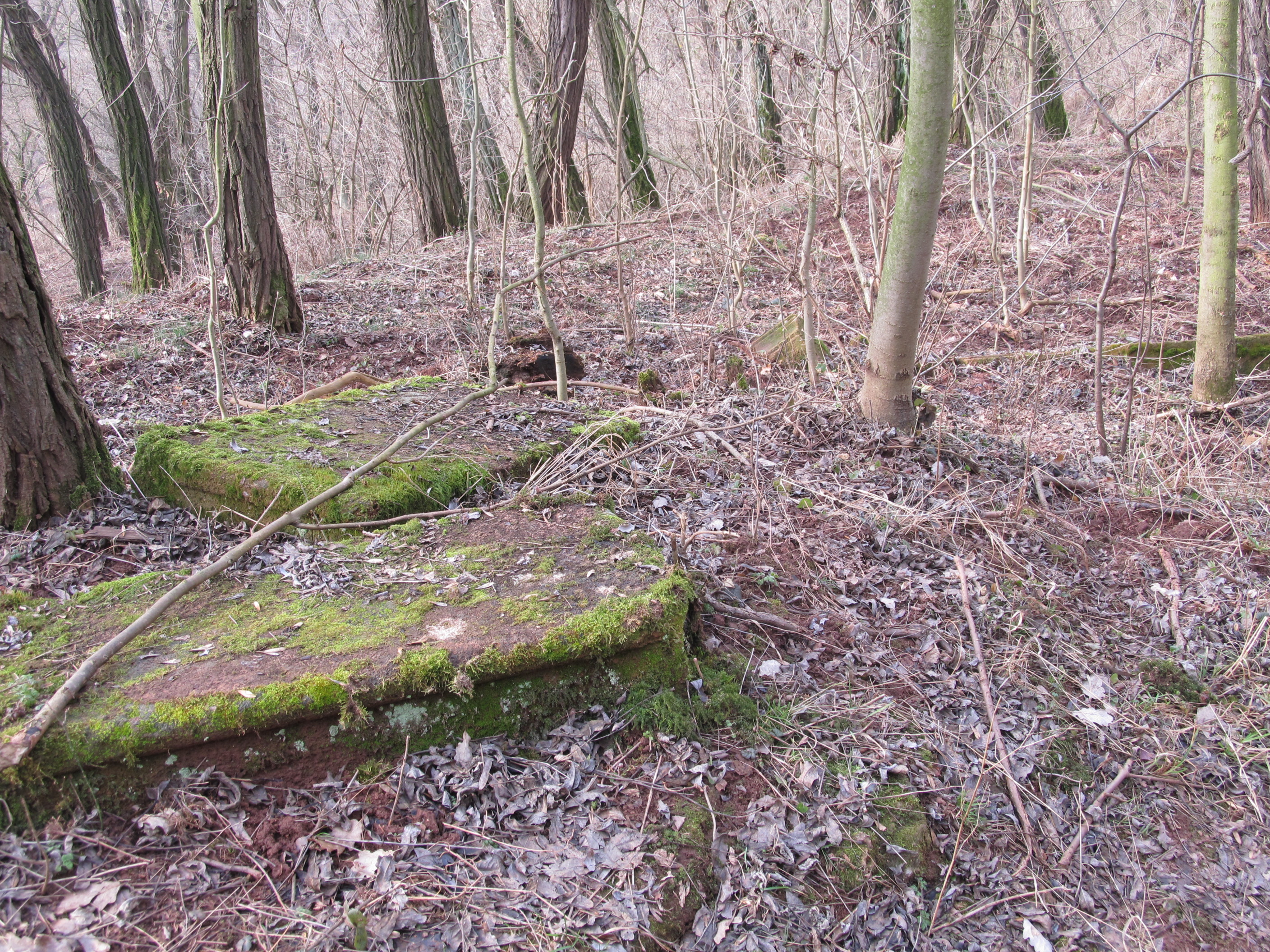